# Liste algerischer Schriftsteller
Die Liste algerischer Schriftsteller führt alphabetisch geordnet Schriftsteller auf, die in Algerien geboren wurden oder dort lebten:

## A
- Noureddine Aba (1921–1996)
- Ferhat Abbas (1899–1985)
- Mouloud Achour (1944–2020)
- Abdelkader Alloula (1929–1994)
- Malek Alloula (* 1938)
- Yasmine Amar (* 1936)
- Djamel Amrani (1935–2005)
- Jean Amrouche (1906–1962)
- Marguerite Taos Amrouche (1913–1976)
- Abderrahmane Arab (* 1941)
- Abdelwahab Arfi

## B
- Rabah Belamri (1946–1995)
- Saïd Belanteur (* 1927)
- Abdelhamid Benhedouga (1925–1965)
- Anouar Benmalek (* 1956)
- Latifa Ben Mansour (* 1950)
- Malek Bennabi (1905–1973)
- Maïssa Bey (* 1950) (Pseudonym)
- Mohammed Boudia (1932–1973)
- Rachid Boudjedra (* 1941)
- Messaour Boulanouar  (* 1933)
- Abdelatif Bounab (* 1954)

## C
- Albert Camus (1913–1960)
- Aziz Chouaki (* 1951)

## D
- Kamel Daoud (* 1970)
- Mohammed Dib (1920–2003)
- Tahar Djaout (1954–1993)
- Assia Djebar (1936–2015)
- Abdelkader Djemaï (* 1948)
- Abu al-Id Dudu (1934–2004)

## F
- Frantz Fanon, gebürtig aus Martinique (1925–1961)
- Abdelaziz Ferrah (1939–2011)
- Nabile Farès (1940–2016)
- Mohamed Fellag (* 1950)
- Achour Fenni (* 1957)
- Mouloud Feraoun (1913–1962)
- Laadi Flici (1937–1993)

## G
- Fatima Gallaire (1944–2020)
- Marcel Gori (1924–2006)
- Hamid Grine (* 1954)

## H
- Malek Haddad (1927–1978)
- Bachir Hadj Ali (1920–1991)
- Ali Hammoutène (1917–1962)
- Ahmed Reda Houhou (1911–1956)

## K
- Abdelmadjid Kaouah (* 1954)
- Saddek Kebir
- Yasmina Khadra (Mohammed Moulessehoul; * 1955)
- Kateb Yacine (1929–1989)
- Ahmed Kouadri (1892–1954)
- Henri Kréa (Henri Cachin; 1933–2000)

## L
- Waciny Laredj (* 1954)
- Abdelhamid Laghouati (* 1943)
- Mohamed Lakhdar Essaihi (1918–2005)

## M
- Mouloud Mammeri (1917–1989)
- Leïla Marouane (* 1960)
- Mehdi Meriamine (* 1955)
- Amar Meriech (* 1964)
- Arezki Metref (* 1952)
- Rachid Mimouni (1945–1995)
- Djamal Moknachi (1937–1993)
- Ahlam Mosteghanemi (* 1953)
- Si Muhand U M’hand (1848–1905)
- Ahmed Munawwar
- Kaddour M'Hamsadji (* 1933)

## O
- Malek Ouary   (1916–2001)
- Youcef Oukaci (18. Jahrhundert)
- Kaki Ould Abderrahmane (1934–1995)
- Tahar Ouettar (1936–2010)

## R
- Abdelkader Rahmani (1923–2015)
- Slimane Rahmani (1893–1964)
- Robert Randau (1873–1950)

## S
- Boualem Sansal (* 1949)
- Leïla Sebbar (* 1941)
- Youcef Sebti (1943–1993)
- Jean Sénac (1926–1973)
- Hamid Skif (1951–2011)
- Benjamin Stora (* 1950)

## T
- Habib Tengour (* 1947)
- Hamid Tibouchi (* 1951)
- Mahmoud Tlemçani
- Mustapha Toumi (1937–2013)

## Z
- Moufdi Zakaria (1908–1977)
- Farouk Zehar (* 1939)
- Youcef Zirem (* 1964)